# Kathe Koja
Kathe Koja (Detroit, Michigan, 1960)es una escritora estadounidense. Inicialmente conocida por sus obras de ficción especulativa para adultos, luego por sus novelas de literatura juvenil, la trilogía de ficción histórica Under the Poppy y una biografía ficticia de Christopher Marlowe. Ganó el premio Bram Stoker y el premio Locus por su primera novela The Cipher y un premio Deathrealm por Strange Angels.

## Trayectoria
Koja nació en Detroit, Michigan,es la segunda de dos hermanas. Comenzó a escribir cuando era muy joven, pero solo se la tomó en serio después de asistir a un taller de Clarion.
Es también una prolífica autora de cuentos, muchos de ellos en colaboración con Barry N. Malzberg. También ha colaborado con Carter Scholz. La mayor parte de su ficción corta permanece sin recopilar. Sus novelas y cuentos frecuentemente tratan de personajes que han sido de alguna manera marginados por la sociedad, centrándose a menudo en la trascendencia y desintegración que procede de este aislamiento social, como en The Cipher, Bad Brains, "Teratisms" o The Blue Mirror. Su prosa ha sido descrita como "impresionante".
La cuestión fundamental en el centro de sus historias tiene que ver con la filosofía de la trascendencia. Koja dijo, en una entrevista con Dark Echo, “Cuando queremos ser más de lo que somos, ¿qué hacemos? ¿Cómo elegimos en qué convertirnos y cómo logramos ese devenir? Y después de la transformación, ¿qué?”. Este tema de la trascendencia transformadora se aplica a The Cipher, Bad Brains, Strange Angels, Skin y Kink, y se explora en cada una de estas novelas, ya sea a través de un cambio fundamental de carácter experimentado por un personaje o a través de la interacción con una presencia real como la "aguja" en The Cipher .
The Cipher, se tituló originalmente The Funhole, pero la editora Jeanne Cavelos publicó la novela de Koja a través de Dell Abyss, que rechazó el título original.
Al ser autora del género de literatura juvenil, Koja afirma que, le otorga la capacidad de reexaminar ese aspecto de la vida, incluidos los altibajos de la adolescencia. Describe este período de la vida como un lugar donde el cambio es inevitable y casi cualquier cosa puede suceder, y eso es emocionante. En sus historias, los personajes tienen una estrecha relación con el arte. Koja hace esto porque en su vida personal y en sus viajes se encuentra con otros escritores que utilizan su arte como lugar de refugio. El arte de estos individuos, a los ojos de Koja, es un reflejo de ellos mismos, su arte se compara con un espejo.
El trabajo de Koja está influenciado por Shirley Jackson, Flannery O'Connor, Carter Scholz y Sylvia Plath. La película La noche de los muertos vivientes también fue una gran influencia.
Es directora fundadora de Nervio, una compañía de teatro inmersivo con sede en Detroit. 
Vive cerca de Detroit, Michigan, y está casada con el ilustrador Rick Lieder, quien a menudo hace las sobrecubiertas de sus libros, con quien tiene un hijo. Es demócrata y partidaria de Mercy for Animals, PETA y la Michigan Anti-Cruelty Society.

## Reconocimientos
Koja ganó el premio Bram Stoker y el premio Locus en 1992 por The Cipher, que también fue nominada al premio Philip K. Dick. También ganó un premio Deathrealm por Strange Angels. Las obras literarias de Koja han sido reconocidas y destacadas en la Universidad Estatal de Míchigan en su Serie de Escritores de Michigan.
En 2002, también recibió el honor Kids in Nature's Defense de la Humane Society y el premio Henry Bergh de la American Society for the Prevention of Cruelty to Animals, por su novela Straydog. Recibió en 2004 el International Reading Association's Children’s Book Award y el Society of Midland Authors' Children’s Fiction Award, por su novela Buddha Boy.
La novela de 2002, Straydog, recibió críticas positivas y premios. Paula Rohrlick, la elogió en Kliatt, como una "lectura breve, rápida... llena de emoción". Un crítico de Kirkus Reviews agregó que "los fanáticos de los cuentos sobre escritores adolescentes o las historias con temas de animales, suspirarán después de esto". Un colaborador de Publishers Weekly describió a Straydog como una "historia sólida, aunque a veces familiar, de un inadaptado de la escuela secundaria" que presenta a los lectores adolescentes una protagonista "convincente y comprensiva" en Rachel. Farida S. Dowler, escribió en School Library Journal, señaló que la presentación que hace Koja de la creciente "amistad de Rachel y Griffin tiene tensión romántica, pero trasciende los estereotipos de la escuela secundaria", mientras que en The Horn Book Magazine, Jennifer M. Brabander concluyó que la novela es una "lectura rápida pero semisofisticada para adolescentes que no han superado las historias de perros."
The Blue Mirror fue elogiado como un "cuento urbano inquietante y psicológicamente apasionante" similar al trabajo de la autora Francesca Lia Block, y un crítico de Publishers Weekly agregó que en su historia "Koja explora la confusión entre el enamoramiento y el amor real, en toda su crueldad y su poderes redentores." En el Bulletin of the Center for Children's Books, un crítico hizo una nota especial de la protagonista, señalando que "la voz de Maggy es articulada, controlada y consciente de sí misma, lo que resulta en una lectura intrigante". De la novela, Koja señaló en su sitio web: "The Blue Mirror se ocupa de la visión, la forma en que vemos (o a veces nos negamos a ver) lo que está justo frente a nosotros y lo que puede suceder cuando abrimos los ojos".
La colección de cuentos de Koja de 2020, Velocities, fue finalista del Premio Mundial de Fantasía 2021 en la categoría de "Mejor colección".

## Obra

### Adulto
- 1991 – The Cipher
- 1992 – Bad Brains
- 1993 – Skin
- 1994 – Strange Angels
- 1996 – Kink
- 1997 – Extremities (collection)
- 2010 – Under the Poppy
- 2014 – The Mercury Waltz
- 2015 – The Bastards' Paradise
- 2017 – Christopher Wild
- 2020 – Velo/Cities (collection)
- 2022 – Dark Factory

### Juvenil
- 2002 – Straydog
- 2003 – Buddha Boy
- 2004 – The Blue Mirror
- 2005 – Talk
- 2006 – Going Under
- 2007 – Kissing the Bee
- 2008 – Headlong

### Cuentos cortos
- 1987 – Happy Birthday, Kim White
- 1988 – Professional Image
- 1988 – Distances
- 1989 – Skin Deep
- 1989 – The Energies of Love
- 1990 – Illusions in Relief
- 1990 – True Colors
- 1990 – Reckoning
- 1990 – Command Performance
- 1991 – Angels in Love
- 1991 – Angels' Moon
- 1991 – Teratisms
- 1992 – The Prince of Nox
- 1992 – By the Mirror of My Youth
- 1992 – Letting Go  (Pulphouse A Fiction Magazine Issue 9, June 1992)
- 1992 – The Company of Storms
- 1992 – Persephone
- 1993 – Ballad of Spanish Civil Guard  (collected in Mike Resnick's anthology Alternate Warriors)
- 1993 – I Shall Do Thee Mischief in the Wood
- 1993 – Leavings  (co-written with Barry N. Malzberg)
- 1993 – Rex Tremandae Majestatis  (co-written with Barry N. Malzberg)
- 1993 – The High Ground  (co-written with Barry N. Malzberg)
- 1993 – The Timbrel Sound of Darkness  (co-written with Barry N. Malzberg)
- 1993 – Metal Fatigue
- 1993 – Arrangement for Invisible Voices
- 1994 – In the Greenhouse  (co-written with Barry N. Malzberg)
- 1994 – Modern Romance  (co-written with Barry N. Malzberg)
- 1994 – The Careful Geometry of Love  (co-written with Barry N. Malzberg)
- 1994 – The Disquieting Muse
- 1994 – Queen of Angels
- 1994 – Literary Lives  (co-written with Barry N. Malzberg and collected in Mike Resnick's alternate history anthology Alternate Outlaws)
- 1995 – Buyer's Remorse  (co-written with Barry N. Malzberg)
- 1995 – Girl's Night Out  (co-written with Barry N. Malzberg)
- 1995 – Jubilee
- 1995 – Mysterious Elisions, Riotous Thrusts  (co-written with Barry N. Malzberg)
- 1995 – Pas de Deux
- 1995 – The Unbolted  (co-written with Barry N. Malzberg)
- 1995 – Waking the Prince
- 1995 – The Witches of Delight  (co-written with Barry N. Malzberg)
- 1995 – DMZ
- 1995 – The Unchained  (co-written with Barry N. Malzberg)
- 1995 – Three Portraits from Heisenberg  (co-written with Barry N. Malzberg)
- 1996 – Homage to Custom  (co-written with Barry N. Malzberg)
- 1996 – Ursus Traid Later  (co-written with Barry N. Malzberg)
- 1997 – Orleans Rheims, Friction: Fire  (co-written with Barry N. Malzberg)
- 1997 – In The Last Chamber  (co-written with Barry N. Malzberg and collected in Mike Resnick's alternate history anthology Alternate Tyrants)
- 1998 – Bondage
- 2000 – Becoming Charise
- 2000 – Jackson's Novelties
- 2000 – The Doctrine of Color
- 2000 – At Eventide
- 2001 – What We Did That Summer  (co-written with Barry N. Malzberg)
- 2002 – Road Trip
- 2002 – Remnants
- 2003 – Lupe
- 2003 – Velocity
- 2004 – Anna Lee
- 2005 – Ruby Tuesday
- 2006 – Fireflies
- 2006 – Myths & Legends
- 2008 – Far & We
- 2010 – Clod Pebble
- 2011 – Toujours
- 2013 – La Reine D'Enfer
- 2016 – KIT: Some Assembly Required[15]